# Saint-Sébastien (Nancy)

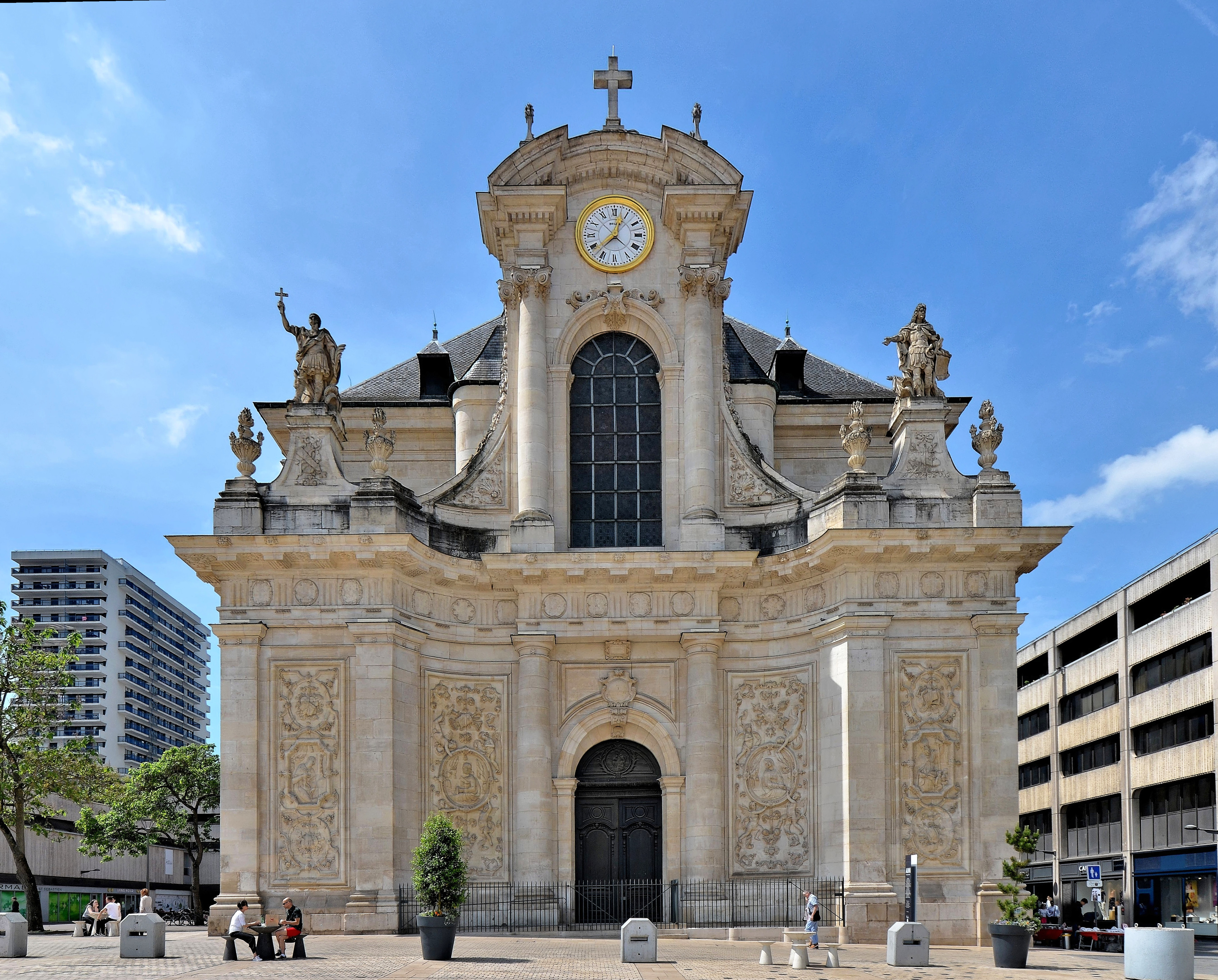
Saint-Sébastien

Die Kirche Saint-Sébastien ist eine barocke Pfarrkirche in der Neustadt von Nancy.

## Geschichte
Die Parochie wurde im Zuge der Anlage der Neustadt von Nancy durch Herzog Karl III. von Lothringen am 21. November 1593 gebildet. Als provisorisches Gotteshaus entstand in einer Bauzeit von nur drei Monaten zunächst eine kleine Kapelle. Erster Gemeindepriester wurde Jean Maréchaudel († 1618). Unter der Regentschaft von Herzog Leopold wurde 1719 das mittlerweile baufällige Kirchenschiff abgebrochen. An seiner Stelle entstand ein barocker Neubau nach Plänen des Architekten Jean Nicolas Jenneson (1686–1755), dessen sterbliche Überreste 1917 in die Kirche überführt wurden. Grundsteinlegung war am 20. Juli 1720. 1731 wurde der Bau vollendet und am 30. September 1732 durch den Bischof von Toul, Scipion-Jérôme Bégon geweiht.
Während der Französischen Revolution wurde die Kirche ab 1794 als Irrenanstalt, dann als Strohlager missbraucht, 1801 wieder dem Gottesdienst zugeführt. Im Laufe des 19. Jahrhunderts wurden mehrfach Umbauten vorgenommen. Schweren Schaden nahm die Kirche durch den Bau des benachbarten Einkaufszentrums Centre Commercial Saint-Sébastien mit Tiefgarage in den 1970er Jahren, für das auch die umliegenden Häuser des 17. Jahrhunderts abgerissen und durch moderne Wohnblocks ersetzt wurden.
1998 wurde die Kirche der Jesuitengemeinschaft von Nancy übergeben. Sie gehört heute zur Kirchengemeinde Stadtmitte, Notre Dame de Bonne Nouvelle.

## Ausstattung
Der marmorne Hauptaltar stammt ursprünglich aus der Prämonstratenserkirche (Temple Saint-Jean), die Anfang des 19. Jahrhunderts dem evangelischen Gottesdienst übergeben wurde. Die beiden Seitenaltäre (der rechte dem heiligen Sebastian, der linke dem heiligen Joseph geweiht) wurden Ende des 19. Jahrhunderts durch Eugène Valli geschaffen.
Bemerkenswert sind die Gemälde Martyrium des Heiligen Sebastian von Jean Le Clerc (17. Jahrhundert) im linken Seitenschiff und eine Verkündigung von Girardet.